# Азовське (Джанкойський район)
Азо́вське (до 1944 року — Кала́й;крим. Qalay) — селище в Україні, у Джанкойському районі Автономної Республіки Крим. Орган місцевого самоврядування — Азовська селищна рада.

## Географія
Селище міського типу Азовське розташоване за 20 км на південний схід від районного центру — міста Джанкой (автошляхом E97). Селищем тече Північнокримський канал.

## Історія
Територія селища була заселена ще в бронзову добу (3-2 тисячоліття до н. е.). Про це свідчать матеріали розкопок 15 курганів в найближчих околицях Азовського. Тут зустрічаються також раннєскифское поховання (V—IV століть до н. е.) і поховання кочівників-половців, що мешкали в степах Північного Криму у XI—XIII століттях.
Під час анексії Криму російською імперією у 1783 році на місці сучасного селища розташовувалося село Калай (у перекладі з кримськотатарської — qalay — «олово»).
У 1892 році, після будівництва залізниці на Феодосію, Калай став залізничною станцією. На початку XX століття село розрослося, тут діяло близько десяти торгових підприємств, зводилися нові будинки.
Впродовж 1935—1962 років Калай був районним центром. Тут діяли трикотажна фабрика, ремонтні майстерні МТС, майстерні побутового обслуговування, борошномельний завод, хлібоприймальний пункт, невеликий винзавод, м'ясо-молочний комбінат, молокозавод, цегляно-черепичний завод, фарбувальний цех трикотажної фабрики, електростанція, радіовузол. У довоєнний період був закладений парк культури і відпочинку, озеленюють вулиці, працювало 7 магазинів, 2 їдальні, поліклініка, пологовий будинок, нове приміщення середньої школи, де вчилося понад 500 дітей; Будинок культури, клуб на 350 місць і бібліотека з фондом книг і журналів 7 920 екземплярів. Виходила районна газета «За більшовицькі колгоспи». У 1940 році населення села досягло 1607 чоловік.
Під час німецько-радянської війни село було окуповано гітлерівцями з 1 листопада 1941 по 10 квітня 1944 року. У травні 1944 року кримських татар з селища було депортовано, у тому ж році селище в рамках зросійщення назв перейменоване на Азовське.
З 1957 року Азовське набуло статусу селище міського типу, з 2024 року — селище.
У 1962 році, після ліквідації Азовського району, більша частина його території була приєднана до складу Джанкойського району.

## Населення
Динаміка чисельності населення Азовського:
- 1805 рік — 35 осіб; (усі — кримські татари)
- 1939 рік — 1554 осіб;
- 1989 рік — 4118 осіб;
- 2001 рік — 6200 осіб

За національним складом: українці — 35 %, росіяни — 38 %, кримські татари — 26 %, а також мешкають юдеї, німці, цигани, вірмени, таджики, турки, литовці та адигейці.

## Економіка
У селищі діє Азовський лікеро-горілчаний завод, ВТО «Азовец» (деревообробка і швейне виробництво), «Райагрохим», елеватор, комбінат комунальних підприємств, будинок побуту тощо З 1962 року діє Азовська районна електростанція, яка обслуговує Джанкойський район (28 господарств, 123 населених пункту).

## Соціальна сфера
Мешканців смт Азовське обслуговує поліклініка, районна лікарня, ясла-дитсадок. Діють загальноосвітня і дитяча музична школа.

## Топоніми
Вулиці смт Азовського:
- вул. Амбулаторна,
- вул. Весняна,
- вул. Жовтнева,
- вул. Заводська,
- вул. Залізнична,
- вул. Калайська,
- вул. Квіткова,
- вул. Комсомольська,
- вул. Леніна,
- вул. Мічуріна,
- вул. Молодіжна,
- вул. Надії,
- вул. Новоамбулаторна,
- вул. Новосадова,
- вул. Першотравнева,
- вул. Поштова,
- вул. Приходька,
- вул. Проїздна,
- вул. Пролетарська,
- вул. Пушкіна,
- вул. Свободи,
- вул. Севастопольська,
- вул. Щорса,
- пров. Леніна,
- вул. М. Савви
- вул. Ветеринарна,
- вул. Гагаріна,
- вул. Енергетиків,
- вул. Інтернаціональна,
- вул. Калініна,
- вул. Кірова,
- вул. Кооперативна,
- вул. Кримська,
- вул. Миру,
- вул. Новопоштова,
- вул. Промислова,
- вул. Радянська,
- вул. Садова,
- вул. Свердлова,
- вул. Спортивна,
- вул. Чкалова,
- вул. Чорноморська,
- вул. Ювілейна,
- пров. М.Савви

## Меморіали
У селищі є пам'ятники воїнам-односельцям та воїнам-визволителям, які загинули в роки Другої світової війни.